# Paramelomys steini
Paramelomys steini is een knaagdier uit het geslacht Paramelomys dat voorkomt op 2000 tot 2600 m in de Weyland Range in het oosten van Irian Jaya. Het is een nauwe verwant van Paramelomys rubex, die op kleinere hoogte (1200 m) voorkomt in hetzelfde gebied, en een iets minder nauwe verwant van P. platyops. Oorspronkelijk werd steini beschreven als een ondersoort van Melomys moncktoni, maar later werd hij in M. rubex geplaatst, tot Menzies (1996) herkende dat het een aparte soort is.
P. steini is iets groter dan P. rubex en ongeveer even groot als P. platyops, maar hij heeft kortere en bredere achtervoeten dan P. rubex. P. platyops heeft sluike, in plaats van dichte, wollige, haren. Verder is de staart bij P. steini ongeveer even lang als de kop-romplengte, terwijl die van P. platyops iets korter is dan de kop-romplengte en P. rubex een iets langere staart heeft. De kop-romplengte bedraagt 126 tot 131 mm en de achtervoetlengte 26 tot 28 mm.